# 布伊亞人
布伊亞人，是在印度阿薩姆邦，比哈爾邦，中央邦，奧里薩邦，泰米爾納德邦，北方邦和西孟加拉邦的土著社區。它們不僅在地理上是完全不同的，而且具有許多文化差異的子群體。
布伊亞人的名字來自梵文bhumi，意為土地。大多數布伊亞人都是農業學家，許多人認為他們是印度教地母女神布米的後裔。
布伊亞人經濟方式差異很大，其中一些地區如加特瓦爾（Ghatwar）和蒂凱特（Tikait）是土地所有者，但許多其他地區則依靠獨立工作或作為有償勞動者來工作。籃子製作，牲畜飼養，捕魚，狩獵和銷售薪柴，蜂蜜和樹脂之類的林產品也是其生計，儘管採集食物的做法可能大部分已經消亡。
北方邦政府已將布伊亞族列為表列种姓，但到2007年，他們成為重新指定為表列部落之一。
2011年印度北方邦人口普查顯示，布伊亞人的人口為4095人。